# أورا: معركة ماريوينكوغا الأخيرة
أورا: معركة ماريوينكوغا الأخيرة (باليابانية: AURA ～魔竜院光牙最後の闘い～، بالروماجي: Aura: Maryūinkōga Saigo no Tatakai) هي رواية خفيفة من تأليف روميو تاناكا ورسم ميباي، نشرت من قبل شوغاكوكان في 18 يوليو عام 2008. اقتبست إلى سلسلة مانغا من تأليف روميو تاناكا ورسم كويتشيرو هوشينو، نشرت من قبل شوغاكوكان في مجلة سونن ساندي إس، منذ 25 فبراير عام 2012 حتى 25 مارس عام 2013، تم تجميع فصول المانغا في 4 مجلدات تانكوبون، نشرت منذ 18 يوليو 2012 حتى 10 أبريل 2013. أنتجت إلى فيلم أنمي من قبل AIC ASTA ومن إخراج سيجي كيشي، عرض الفيلم في اليابان في 13 أبريل عام 2013.

## القصة
تدور أحداث القصة عن إيشيرو ساتو الذي عانى سابقًا من حالة من أوهام الشباب المتعلقة بالخيال والعظمة، مما تسبب في تعرضه للتنمر طوال المدرسة المتوسطة. الآن في المدرسة الثانوية، يسعى جاهدا ليكون طالبا عاديا. لسوء الحظ، عهد إليه معلمه برعاية فتاة تعاني من حالة مماثلة من الأوهام.

## الشخصيات
إيتشيرو ساتو (باليابانية: 佐藤 一郎، بالروماجي: Satō Ichirō)
أداء صوتي: نوبوناغا شيمازاكي
ريوكو ساتو (باليابانية: 佐藤 良子، بالروماجي: Satō Ryōko)
أداء صوتي: كانا هانازاوا
هينو (باليابانية: 樋野، بالروماجي: Hino)
أداء صوتي: تشيوا سايتو
ياماموتو (باليابانية: 山本، بالروماجي: Yamamoto)
أداء صوتي: هيروكي ياسوموتو
شيناكو كوباتو (باليابانية: 子鳩 志奈子، بالروماجي: Kobato Shinako)
أداء صوتي: هيساكو كانيموتو
دوريسين (باليابانية: 担任، بالروماجي: Dorisen)
أداء صوتي: تاكاهيرو ميزوشيما
يوتا تاكاهاشي (باليابانية: 高橋 裕太، بالروماجي: Takahashi Yūta)
أداء صوتي: ريوهيه كيمورا
يومينا أوشيما (باليابانية: 大島 弓菜، بالروماجي: Ōshima Yumina)
أداء صوتي: مارينا إينوي
آكي إيماوانو (باليابانية: 忌野 アキ، بالروماجي: Imawano Aki)
أداء صوتي: ساتومي أكيساكا
كينوشيتا (باليابانية: 木下، بالروماجي: Kinoshita)
أداء صوتي: كينيتشيرو ماتسودا
أوسامو سوزوكي (باليابانية: 鈴木 おさむ، بالروماجي: Suzuki Osamu)
أداء صوتي: كابي ياماغوتشي
تاتسو أندو (باليابانية: 安藤 たつお، بالروماجي: Andō Tatsuo)
أداء صوتي: كيشو تانياما
أودا (باليابانية: 織田، بالروماجي: Oda)
أداء صوتي: يو كوباياشي
كومي (باليابانية: 久米، بالروماجي: Kume)
أداء صوتي: شوتارو موريكوبو

## وصلات خارجية
- موقع الفيلم الرسمي (باليابانية)
- أورا: معركة ماريوينكوغا الأخيرة على موقع ANN manga (الإنجليزية)